# Bosquerola alablava
La bosquerola alablava (Vermivora cyanoptera) és una espècie d'ocell de la família dels parúlids (Parulidae) que habita en estiu els boscos del nord-est dels Estats Units i en hivern les Bahames, les Antilles, el vessant caribeny del sud de Mèxic i Amèrica Central.